# Шитунда, Жеремиас
Жеремиас Каландула Шитунда (порт. Jeremias Kalandula Chitunda; 20 февраля 1942 — 2 ноября 1992) — ангольский оппозиционный политик, в 1986—1992 — вице-председатель Национального союза за полную независимость Анголы (УНИТА). Близкий соратник Жонаса Савимби. Погиб в Резне Хэллоуин.

## В руководстве УНИТА
Окончил среднюю школу в Уамбо. Некоторое время жил в Бразилии, учился в одной из миссионерских школ Сан-Паулу. Был направлен на обучение в Аризонский университет США. Получил специальность горного инженера.
С ранней молодости участвовал в антиколониальном движении. Вынужден был скрываться в Заире от португальских властей. В 1966 вступил в Национальный союз за полную независимость Анголы. К моменту провозглашения независимости Анголы — 11 ноября 1975 года — являлся ближайшим соратником Жонаса Савимби.
С 1976 — представитель УНИТА в США. Поскольку в 1980-х годах администрация Рональда Рейгана являлась главным союзником УНИТА на международной арене, дипломатическая функция Шитунды была одной из ключевых в партии. Через Шитунду организовывалась многообразная — политическая, материальная, дипломатическая, оперативная — поддержка УНИТА в партизанской войне с МПЛА.
На съезде УНИТА в августе 1986 Жеремиас Шитунда был избран вице-председателем партии. Являлся в ангольской оппозиции второй фигурой после Савимби.

## Гибель в Хэллоуин
В 1992 году в Анголе были назначены первые в истории страны многопартийные выборы. Согласно объявленным итогам, кандидат правящей МПЛА, действующий глава государства Жозе Эдуарду душ Сантуш занял первое место с 49,57 % голосов, Жонас Савимби получил 40,6 %. Предстоял второй тур голосования, но Савимби заявил о непризнании официально объявленных результатов.

Он не мог согласиться на «унизительное» второе место. Это решение стоило жизни некоторым из его самых высокопоставленных помощников и последователей, погибших от пуль на улицах Луанды — в том числе вице-президенту УНИТА Жеремиасу Шитунде и высокодоверенному, постоянно воинственному племяннику Элиашу Салупето Пена.

Шитунда, а также Элиаш Пена, были отправлены на переговоры в Луанду.
31 октября 1992 партийные боевики МПЛА при поддержке полиции начали массированную вооружённую атаку на УНИТА. Были убиты тысячи членов УНИТА и сторонников оппозиции. 2 ноября 1992 произошло нападение на автомобиль, в котором находились Шитунда и Пена. Оба были расстреляны на месте. Трупы демонстрировались по государственному ТВ. Место захоронения остаётся скрытым.

## Партийная память
Резня Хэллоуин стала причиной возобновления гражданской войны. Убийство Жеремиаса Шитунды упоминалось в документах УНИТА как одно из преступлений режима МПЛА.
После гибели Шитунды и Пена на первые роли в окружении Савимби выдвинулись Антониу Дембу, Паулу Лукамба, Исайаш Самакува, Абель Шивукувуку.